# 阿姆斯特朗鎮區 (印地安納州范德堡縣)
阿姆斯特朗鎮區（英語：Armstrong Township）是位於美國印地安納州范德堡縣的一個行政鎮區。

## 地方資料
根據2010年美國人口普查的數據，阿姆斯特朗鎮區的面積為76.50平方千米，當中陸地面積為76.40平方千米，而水域面積為0.10平方千米。當地共有人口1599人，而人口密度為每平方千米20.9人。